# Otiothops macleayi
Otiothops macleayi là một loài nhện trong họ Palpimanidae. Loài này được phát hiện ở Panama.